# 斯特凡诺·卡罗佐
斯特凡诺·卡罗佐（1979年1月17日—）生于萨沃纳，是一名意大利男子击剑运动员，主攻重剑。他曾参加2008年夏季奥林匹克运动会，在男子团体重剑项目上获得一枚铜牌。